# Tema Youth Football Club
El Tema Youth Football Club es un equipo de fútbol de Ghana que juega en la Primera División Ghana, la segunda liga de fútbol más importante del país.

## Historia
Fue fundado en el año 2005 en la ciudad de Tema, obtuvo el ascenso a la Liga de fútbol de Ghana 1 año después y nunca ha sido campeón de liga ni ha ganado títulos de copa de Ghana.
A nivel internacional ha participado en 1 torneo continental, en la Copa Confederación de la CAF 2007, donde fue eliminado en la Primera ronda por el Les Astres de Camerún al no presentarse al Primer Partido.

## Participación en competiciones de la CAF
- Confederation Cup: 1 aparición

2007 - descalificado en la Primera ronda

## Jugadores

### Jugadores destacados
| - Awudu Issaka - Edward Affum - Bernard Akuffo - Richard Annang - Patrick Antwi - Theophilus Apoh - Jeffrey Arimiah Aryer - Emmanuel Baffour - Cofie Bekoe - Ekow Benson - Charles Boateng - Emmanuel Clottey - Daniel Eshun | - Nana Eshun - Godfred Fosu - Abdul Haruna Ganiyu - Huzeifah Issah - Awudu Issaka - Derrick Mensah - Murtala Mohamed - Mohammed Yahaya Sabato - Eric Sackey - Abdulai Seidu - Seidu Yahaya - Kofi Mensah |

## Entrenadores
- Anthony Lokko (2005–06)
- John Eshun (2006–07)
- Bright Osei (2008)
- Joachim Yaw Acheampong (2008)
- David Duncan (2009)
- Isaac "Opeele" Boateng (2009)
- Attila Sekerlioglu (2009)
- Anthony Lokko (2009–11)
- Prince Owusu (2011–12)